# Medalhistas olímpicos da esgrima (feminino)
A esgrima é um esporte disputado em Jogos Olímpicos desde Atenas 1896, mas a primeira participação feminina só ocorreu em Paris 1924. Entre 2008 e 2016 as competições por equipes se revezavam e uma das três categorias ficava ausente do programa olímpico. Estas são as medalhistas olímpicas do esporte:

## Espada individual
| Evento                  | Ouro                          | Prata                            | Bronze                           |
| ----------------------- | ----------------------------- | -------------------------------- | -------------------------------- |
| Atlanta 1996 (detalhes) | Laura Flessel FRA França      | Valérie Barlois FRA França       | Györgyi Szalay HUN Hungria       |
| Sydney 2000 (detalhes)  | Tímea Nagy HUN Hungria        | Gianna Hablützel-Bürki SUI Suíça | Laura Flessel-Colovic FRA França |
| Atenas 2004 (detalhes)  | Tímea Nagy HUN Hungria        | Laura Flessel-Colovic FRA França | Maureen Nisima FRA França        |
| Pequim 2008 (detalhes)  | Britta Heidemann GER Alemanha | Ana Maria Brânză ROU Romênia     | Ildikó Mincza-Nébald HUN Hungria |
| Londres 2012 (detalhes) | Yana Shemyakina UKR Ucrânia   | Britta Heidemann GER Alemanha    | Sun Yujie CHN China              |
| Rio 2016 (detalhes)     | Emese Szász HUN Hungria       | Rossella Fiamingo ITA Itália     | Sun Yiwen CHN China              |
| Tóquio 2020 (detalhes)  | Sun Yiwen CHN China           | Ana Maria Popescu ROU Romênia    | Katrina Lehis EST Estônia        |
| Paris 2024 (detalhes)   | Vivian Kong HKG Hong Kong     | Auriane Mallo-Breton FRA França  | Eszter Muhari HUN Hungria        |

## Espada por equipes
| Evento                  | Ouro                                                                         | Prata                                                                                            | Bronze                                                                                          |
| ----------------------- | ---------------------------------------------------------------------------- | ------------------------------------------------------------------------------------------------ | ----------------------------------------------------------------------------------------------- |
| Atlanta 1996 (detalhes) | FRA França Laura Flessel Sophie Moressée-Pichot Valérie Barlois              | ITA Itália Elisa Uga Laura Chiesa Margherita Zalaffi                                             | RUS Rússia Karina Aznavourian Maria Mazina Yuliya Garayeva                                      |
| Sydney 2000 (detalhes)  | RUS Rússia Karina Aznavourian Tatiana Logunova Maria Mazina Oksana Yermakova | SUI Suíça Gianna Hablützel-Bürki Sophie Lamon Diana Romagnoli                                    | CHN China Li Na Liang Qin Yang Shaoqi                                                           |
| Atenas 2004 (detalhes)  | RUS Rússia Karina Aznavourian Tatiana Logunova Anna Sivkova Oksana Yermakova | GER Alemanha Claudia Bokel Imke Duplitzer Britta Heidemann                                       | FRA França Sarah Daninthe Laura Flessel-Colovic Hajnalka Kiraly-Picot Maureen Nisima            |
| Londres 2012 (detalhes) | CHN China Sun Yujie Xu Anqi Li Na Luo Xiaojuan                               | KOR Coreia do Sul Shin A-lam Choi In-jeong Jung Hyo-jung Choi Eun-sook                           | USA Estados Unidos Courtney Hurley Kelley Hurley Maya Lawrence Susie Scanlan                    |
| Rio 2016 (detalhes)     | ROU Romênia Loredana Dinu Simona Gherman Simona Pop Ana Maria Popescu        | CHN China Hao Jialu Sun Yiwen Sun Yujie Xu Anqi                                                  | RUS Rússia Olga Kochneva Violetta Kolobova Tatiana Logunova Lyubov Shutova                      |
| Tóquio 2020 (detalhes)  | EST Estônia Julia Beljajeva Irina Embrich Erika Kirpu Katrina Lehis          | KOR Coreia do Sul Choi In-jeong Kang Young-mi Lee Hye-in Song Se-ra                              | ITA Itália Rossella Fiamingo Federica Isola Mara Navarria Alberta Santuccio                     |
| Paris 2024 (detalhes)   | ITA Itália Rossella Fiamingo Mara Navarria Giulia Rizzi Alberta Santuccio    | FRA França Marie-Florence Candassamy Alexandra Louis-Marie Auriane Mallo-Breton Coraline Vitalis | POL Polônia Aleksandra Jarecka Alicja Klasik Renata Knapik-Miazga Martyna Swatowska-Wenglarczyk |

## Florete individual
| Evento                           | Ouro                                      | Prata                                    | Bronze                                       |
| -------------------------------- | ----------------------------------------- | ---------------------------------------- | -------------------------------------------- |
| Paris 1924 (detalhes)            | Ellen Osiier DEN Dinamarca                | Gladys Davies GBR Grã-Bretanha           | Grete Heckscher DEN Dinamarca                |
| Amsterdã 1928 (detalhes)         | Helene Mayer GER Alemanha                 | Muriel Freeman GBR Grã-Bretanha          | Olga Oelkers GER Alemanha                    |
| Los Angeles 1932 (detalhes)      | Ellen Preis AUT Áustria                   | Judy Guinness GBR Grã-Bretanha           | Erna Bogen-Bogáti HUN Hungria                |
| Berlim 1936 (detalhes)           | Ilona Elek HUN Hungria                    | Helene Mayer GER Alemanha                | Ellen Preis AUT Áustria                      |
| Londres 1948 (detalhes)          | Ilona Elek HUN Hungria                    | Karen Lachmann DEN Dinamarca             | Ellen Müller-Preis AUT Áustria               |
| Helsinque 1952 (detalhes)        | Irene Camber ITA Itália                   | Ilona Elek HUN Hungria                   | Karen Lachmann DEN Dinamarca                 |
| Melbourne 1956 (detalhes)        | Gillian Sheen GBR Grã-Bretanha            | Olga Orbán ROU Romênia                   | Renée Garilhe FRA França                     |
| Roma 1960 (detalhes)             | Heidi Schmid EUA Equipe Alemã Unida       | Valentina Rastvorova URS União Soviética | Maria Vicol ROU Romênia                      |
| Tóquio 1964 (detalhes)           | Ildikó Ujlaki-Rejtő HUN Hungria           | Helga Volz-Mees EUA Equipe Alemã Unida   | Antonella Ragno ITA Itália                   |
| Cidade do México 1968 (detalhes) | Elena Novikova-Belova URS União Soviética | Maria del Pilar Roldan MEX México        | Ildikó Ujlaki-Rejtő HUN Hungria              |
| Munique 1972 (detalhes)          | Antonella Ragno-Lonzi ITA Itália          | Ildikó Farkasinszky-Bóbis HUN Hungria    | Galina Gorokhova URS União Soviética         |
| Montreal 1976 (detalhes)         | Ildikó Schwarczenberger HUN Hungria       | Maria Consolata Collino ITA Itália       | Elena Novikova-Belova URS União Soviética    |
| Moscou 1980 (detalhes)           | Pascale Trinquet FRA França               | Magda Maros HUN Hungria                  | Barbara Wysoczańska POL Polônia              |
| Los Angeles 1984 (detalhes)      | Luan Jujie CHN China                      | Cornelia Hanisch FRG Alemanha Ocidental  | Dorina Vaccaroni ITA Itália                  |
| Seul 1988 (detalhes)             | Anja Fichtel FRG Alemanha Ocidental       | Sabine Bau FRG Alemanha Ocidental        | Zita-Eva Funkenhauser FRG Alemanha Ocidental |
| Barcelona 1992 (detalhes)        | Giovanna Trillini ITA Itália              | Wang Huifeng CHN China                   | Tatyana Sadovskaya EUN Equipa Unificada      |
| Atlanta 1996 (detalhes)          | Laura Badea-Cârlescu ROU Romênia          | Valentina Vezzali ITA Itália             | Giovanna Trillini ITA Itália                 |
| Sydney 2000 (detalhes)           | Valentina Vezzali ITA Itália              | Rita König GER Alemanha                  | Giovanna Trillini ITA Itália                 |
| Atenas 2004 (detalhes)           | Valentina Vezzali ITA Itália              | Giovanna Trillini ITA Itália             | Sylwia Gruchała POL Polônia                  |
| Pequim 2008 (detalhes)           | Valentina Vezzali ITA Itália              | Nam Hyun-hee KOR Coreia do Sul           | Margherita Granbassi ITA Itália              |
| Londres 2012 (detalhes)          | Elisa Di Francisca ITA Itália             | Arianna Errigo ITA Itália                | Valentina Vezzali ITA Itália                 |
| Rio 2016 (detalhes)              | Inna Deriglazova RUS Rússia               | Elisa Di Francisca ITA Itália            | Inès Boubakri TUN Tunísia                    |
| Tóquio 2020 (detalhes)           | Lee Kiefer USA Estados Unidos             | Inna Deriglazova ROC                     | Larisa Korobeynikova ROC                     |
| Paris 2024 (detalhes)            | Lee Kiefer USA Estados Unidos             | Lauren Scruggs USA Estados Unidos        | Eleanor Harvey CAN Canadá                    |

## Florete por equipes
| Evento                           | Ouro | Prata | Bronze |
| -------------------------------- | --- | --- | --- |
| Roma 1960 (detalhes)             | URS União Soviética Valentina Prudskova Alexandra Zabelina Lyudmila Shishova Tatyana Petrenko-Samusenko Galina Gorokhova Valentina Rastvorova | HUN Hungria Gyorgi Székely Ildikó Rejtő Magdolna Nyári-Kovács Katalin Juhász Lídia Dömölky                                 | ITA Itália Bruna Colombetti Velleda Cesari Claudia Pasini Irene Camber Antonella Ragno                                |
| Tóquio 1964 (detalhes)           | HUN Hungria Ildikó Ujlaki-Rejtő Lídia Dömölky-Sákovics Katalin Juhász-Nagy Judit Ágoston-Mendelényi Paula Marosi                              | URS União Soviética Valentina Rastvorova Tatyana Petrenko-Samusenko Lyudmila Shishova Valentina Prudskova Galina Gorokhova | EUA Equipe Alemã Unida Helga Volz-Mees Heidi Schmid Rosemarie Weiß-Scherberger Gudrun Theuerkauff                     |
| Cidade do México 1968 (detalhes) | URS União Soviética Elena Novikova-Belova Galina Gorokhova Alexandra Zabelina Tatyana Petrenko-Samusenko Svetlana Chirkova                    | HUN Hungria Ildikó Ujlaki-Rejtő Ildikó Farkasinszky-Bóbis Paula Marosi Lídia Dömölky-Sákovics Mária Gulácsy                | ROU Romênia Ecaterina Stahl-Iencic Ileana Gyulai-Drîmbă-Jenei Olga Szabó-Orbán Ana Derșidan-Ene-Pascu Maria Vicol     |
| Munique 1972 (detalhes)          | URS União Soviética Elena Novikova-Belova Galina Gorokhova Alexandra Zabelina Svetlana Chirkova Tatyana Petrenko-Samusenko                    | HUN Hungria Ildikó Ujlaki-Rejtő Ildikó Farkasinszky-Bóbis Ildikó Schwarczenberger Mária Szolnoki Ildikó Rónay-Matuscsák    | ROU Romênia Ecaterina Stahl-Iencic Ileana Gyulai-Drîmbă-Jenei Olga Szabó-Orbán Ana Derșidan-Ene-Pascu                 |
| Montreal 1976 (detalhes)         | URS União Soviética Elena Novikova-Belova Valentina Sidorova Olga Knyazeva Nailya Gilyazova Valentina Nikonova                                | FRA França Brigitte Latrille-Gaudin Brigitte Gapais-Dumont Christine Muzio Véronique Trinquet Claudette Herbster-Josland   | HUN Hungria Ildikó Schwarczenberger Ildikó Ujlaki-Rejtő Ildikó Farkasinszky-Bóbis Magda Maros Edit Kovács             |
| Moscou 1980 (detalhes)           | FRA França Pascale Trinquet-Hachin Brigitte Latrille-Gaudin Christine Muzio Isabelle Boéri-Bégard Véronique Brouquier                         | URS União Soviética Valentina Sidorova Nailya Gilyazova Elena Novikova-Belova Irina Ushakova Larisa Tsagarayeva            | HUN Hungria Magda Maros Edit Kovács Ildikó Schwarczenberger-Tordasi Zsuzsanna Szőcs Gertrúd Stefanek                  |
| Los Angeles 1984 (detalhes)      | FRG Alemanha Ocidental Christiane Weber Cornelia Hanisch Sabine Bischoff Ute Kircheis-Wessel Zita-Eva Funkenhauser                            | ROU Romênia Aurora Dan Monika Weber-Koszto Rozalia Oros Marcela Moldovan-Zsak Elisabeta Guzganu-Tufan                      | FRA França Laurence Modaine-Cessac Pascale Trinquet-Hachin Brigitte Latrille-Gaudin Véronique Brouquier Anne Meygret  |
| Seul 1988 (detalhes)             | FRG Alemanha Ocidental Anja Fichtel Zita-Eva Funkenhauser Christiane Weber Sabine Bau Annette Klug                                            | ITA Itália Dorina Vaccaroni Margherita Zalaffi Francesca Bortolozzi-Borella Lucia Traversa Annapia Gandolfi                | HUN Hungria Zsuzsa Jánosi-Németh Gertrúd Stefanek Zsuzsanna Szőcs Katalin Tuschák Edit Kovács                         |
| Barcelona 1992 (detalhes)        | ITA Itália Giovanna Trillini Margherita Zalaffi Francesca Bortolozzi-Borella Diana Bianchedi Dorina Vaccaroni                                 | GER Alemanha Zita-Eva Funkenhauser Sabine Bau Anja Fichtel-Mauritz Monika Weber-Koszto Annette Dobmeier                    | ROU Romênia Reka Zsofia Lazăr-Szabo Claudia Grigorescu Elisabeta Guzganu-Tufan Laura Badea-Cârlescu Roxana Dumitrescu |
| Atlanta 1996 (detalhes)          | ITA Itália Francesca Bortolozzi-Borella Giovanna Trillini Valentina Vezzali                                                                   | ROU Romênia Laura Badea-Cârlescu Reka Zsofia Lazăr-Szabo Roxana Scarlat                                                    | GER Alemanha Anja Fichtel-Mauritz Monika Weber-Koszto Sabine Bau                                                      |
| Sydney 2000 (detalhes)           | ITA Itália Diana Bianchedi Giovanna Trillini Valentina Vezzali                                                                                | POL Polônia Sylwia Gruchała Magdalena Mroczkiewicz Anna Rybicka Barbara Wolnicka-Szewczyk                                  | GER Alemanha Sabine Bau Rita König Monika Weber-Koszto                                                                |
| Pequim 2008 (detalhes)           | RUS Rússia Svetlana Boiko Aida Shanayeva Viktoria Nikishina Yevgeniya Lamonova                                                                | USA Estados Unidos Emily Cross Hanna Thompson Erinn Smart                                                                  | ITA Itália Valentina Vezzali Giovanna Trillini Margherita Granbassi Ilaria Salvatori                                  |
| Londres 2012 (detalhes)          | ITA Itália Arianna Errigo Elisa Di Francisca Ilaria Salvatori Valentina Vezzali                                                               | RUS Rússia Inna Deriglazova Larisa Korobeynikova Aida Shanayeva Kamilla Gafurzianova                                       | KOR Coreia do Sul Nam Hyun-hee Jeon Hee-sook Jung Gil-ok Oh Ha-na                                                     |
| Tóquio 2020 (detalhes)           | ROC Inna Deriglazova Larisa Korobeynikova Marta Martyanova Adelina Zagidullina                                                                | FRA França Anita Blaze Astrid Guyart Pauline Ranvier Ysaora Thibus                                                         | ITA Itália Martina Batini Erica Cipressa Arianna Errigo Alice Volpi                                                   |
| Paris 2024 (detalhes)            | USA Estados Unidos Jacqueline Dubrovich Lee Kiefer Lauren Scruggs Maia Weintraub                                                              | ITA Itália Arianna Errigo Martina Favaretto Alice Volpi Francesca Palumbo                                                  | JPN Japão Sera Azuma Yuka Ueno Karin Miyawaki Komaki Kikuchi                                                          |

## Sabre individual
| Evento                  | Ouro                              | Prata                            | Bronze                           |
| ----------------------- | --------------------------------- | -------------------------------- | -------------------------------- |
| Atenas 2004 (detalhes)  | Mariel Zagunis USA Estados Unidos | Tan Xue CHN China                | Sada Jacobson USA Estados Unidos |
| Pequim 2008 (detalhes)  | Mariel Zagunis USA Estados Unidos | Sada Jacobson USA Estados Unidos | Rebecca Ward USA Estados Unidos  |
| Londres 2012 (detalhes) | Kim Ji-yeon KOR Coreia do Sul     | Sofya Velikaya RUS Rússia        | Olha Kharlan UKR Ucrânia         |
| Rio 2016 (detalhes)     | Yana Egorian RUS Rússia           | Sofiya Velikaya RUS Rússia       | Olha Kharlan UKR Ucrânia         |
| Tóquio 2020 (detalhes)  | Sofia Pozdniakova ROC             | Sofiya Velikaya ROC              | Manon Brunet FRA França          |
| Paris 2024 (detalhes)   | Manon Apithy-Brunet FRA França    | Sara Balzer FRA França           | Olha Kharlan UKR Ucrânia         |

## Sabre por equipes
| Evento                 | Ouro                                                                          | Prata                                                                    | Bronze                                                                            |
| ---------------------- | ----------------------------------------------------------------------------- | ------------------------------------------------------------------------ | --------------------------------------------------------------------------------- |
| Pequim 2008 (detalhes) | UKR Ucrânia Olha Kharlan Olena Khomrova Halyna Pundyk Olha Zhovnir            | CHN China Bao Yingying Huang Haiyang Ni Hong Tan Xue                     | USA Estados Unidos Sada Jacobson Rebecca Ward Mariel Zagunis                      |
| Rio 2016 (detalhes)    | RUS Rússia Sofiya Velikaya Yana Egorian Yekaterina Dyachenko Yuliya Gavrilova | UKR Ucrânia Olha Kharlan Olena Kravatska Alina Komashchuk Olena Voronina | USA Estados Unidos Monica Aksamit Ibtihaj Muhammad Dagmara Wozniak Mariel Zagunis |
| Tóquio 2020 (detalhes) | ROC Olga Nikitina Sofia Pozdniakova Sofiya Velikaya                           | FRA França Sara Balzer Cécilia Berder Manon Brunet Charlotte Lembach     | KOR Coreia do Sul Choi Soo-yeon Kim Ji-yeon Seo Ji-yeon Yoon Ji-su                |
| Paris 2024 (detalhes)  | UKR Ucrânia Yuliya Bakastova Alina Komashchuk Olha Kharlan Olena Kravatska    | KOR Coreia do Sul Choi Se-bin Jeon Ha-young Jeon Eun-hye Yoon Ji-su      | JPN Japão Risa Takashima Seri Ozaki Misaki Emura Shihomi Fukushima                |